# Жан-Клод Лареш
Проф. Жан-Клод Лареш (на френски: Jean-Claude Larréché) е ръководител на програмата на името на Алфред Х. Хайнекен към университета „Инсийд“. Специалист е по стратегически маркетинг и управлява много дейности, стремящи се към постигане на съвършенство, при които потребителят стои в центъра. Сред тях са оценяване на потребителя, средства за измерване, „Фокус върху клиента: от обещание към действие“ – програма, която е създал в „Инсайд“ и е тема на предстоящата му книга.
От 1998 до 2002 г. Лареш написва 5 годишни отчета за „Измерването на конкурентната форма на глобалните фирми“ („Файненшъл таймс – Прентис хол“), представящи оценката на водещи глобални фирми по отношение на характеристики като ориентация към клиента, иновации, маркетинг операции, е-бизнес и човешки права.
Жан-Клод Лареш е и председател на „СтратХ СА“ – компания, специализирана в услугите и обученията по стратегически маркетинг. Бил е член на борда на „Инсийд“ в продължение на 14 години и член на борда на „Рекит Бенкисър“ от 1983 до 2001 г. Основател е на няколко програми в „Инсийд“, сред които „Фокус върху клиента: от обещание към действие“, „Стратегическо управление на услугите“ и „Напреднал индустриален маркетинг.“ Консултант е на няколко международни корпорации и преподава в много курсове за развитие на мениджърски кадри.